# Laira
Laira /ˈlɛərə/, autrefois connu sous les noms de Lare (1591), Lary poynte (1638), Leerie (1643), et Lairy (1802), était à l’origine le nom donné à cette partie de l’estuaire de la rivière Plym de la Cattewater jusqu’à Marsh Mills à Plymouth, dans le Devon, en Angleterre. Le nom peut dériver d’un mot brittonique correspondant au gallois llaeru, qui signifie « reflux ».

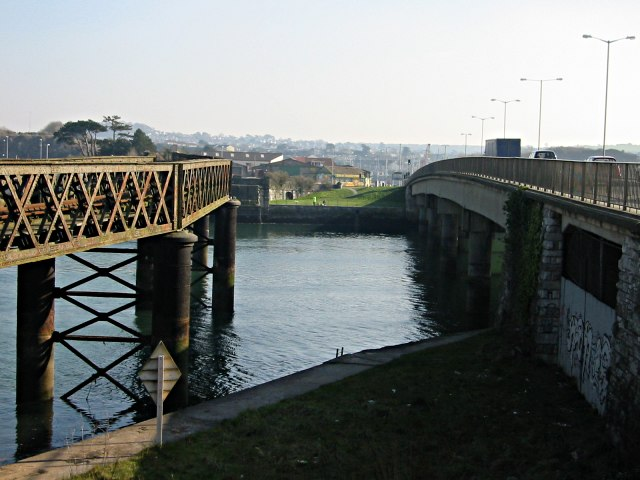
Le pont de chemin de fer désaffecté et le passage routier plus récent de la Laira à Cattedown

La route A379 et la ligne de chemin de fer de Plymouth à Yealmpton (de nos jours désaffectée) traversent l’estuaire juste au-dessus de Cattedown, banlieue de Plymouth, par deux ponts. Ils sont tous deux connus sous le nom de Laira Bridge.
Le nom Laira fait maintenant également référence à la zone de Plymouth entourant le dépôt de locomotives de Laira. Une grande partie des logements qui y sont situés a été construite vers 1900 pour les employés du dépôt. Le long de Old Laira Road, il y a une plaque commémorative aux hommes de Laira qui sont morts pendant la Grande Guerre. Également située sur Old Laira Road, il y a l’ancien poste de police / caserne de pompiers, qui est actuellement utilisé comme bibliothèque. L’école primaire Laira Green est située dans la région, ainsi qu’une Église réformée unie désaffectée.
Jusqu’au début du XIXe siècle, Old Laira Road avait constitué la rive nord du lac (ou baie) Lipson, un vaste bras de mer de marée sur le côté ouest de l’estuaire. Cette zone, sur laquelle se trouvent maintenant le dépôt ferroviaire et la Lipson Co-operative Academy, a été récupérée de l’estuaire et drainée, ainsi que la baie Tothill sur le côté sud d’un terrain plus élevé au mont Gould, lors de l’achèvement en 1802 d’un remblai le long de toute la rive ouest de la Laira. Une nouvelle route, posée le long de ce remblai peu de temps après, allant de Laira Green à Prince Rock, est rapidement devenue la route principale vers Plymouth à partir de Plympton, Exeter et au-delà, en évitant la voie souvent raide et étroite via Old Laira Road et Lipson, même si cette nouvelle route est restée une route à péage jusqu’en 1924.